# Minamoto no Sanetomo

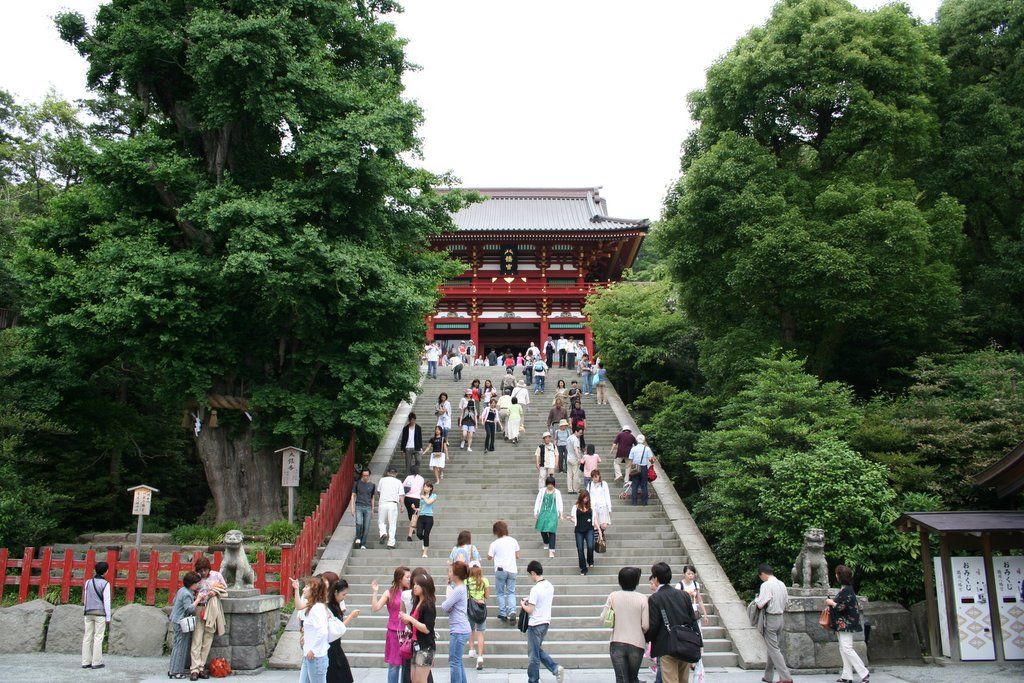
De grote trap te Tsurugaoka Hachiman-gu in Kamakura -- de locatie van de fatale aanslag op Sanetomo.

Minamoto no Sanetomo (Japans: 源 実朝) (17 september 1192 - Kamakura, 12 februari 1219) was de derde shogun (1203 - 1219) van het Kamakura-shogunaat en het laatste hoofd van de Minamoto-clan van Japan. Sanetomo was de tweede zoon van de stichter van het Kamakura-shogunaat Minamoto no Yoritomo, zijn moeder was Hojo Masako, en zijn oudere broer was de tweede shogun van Kamakura Minamoto no Yoriie. In zijn kindertijd stond hij bekend als Senman (千万).

## Leven

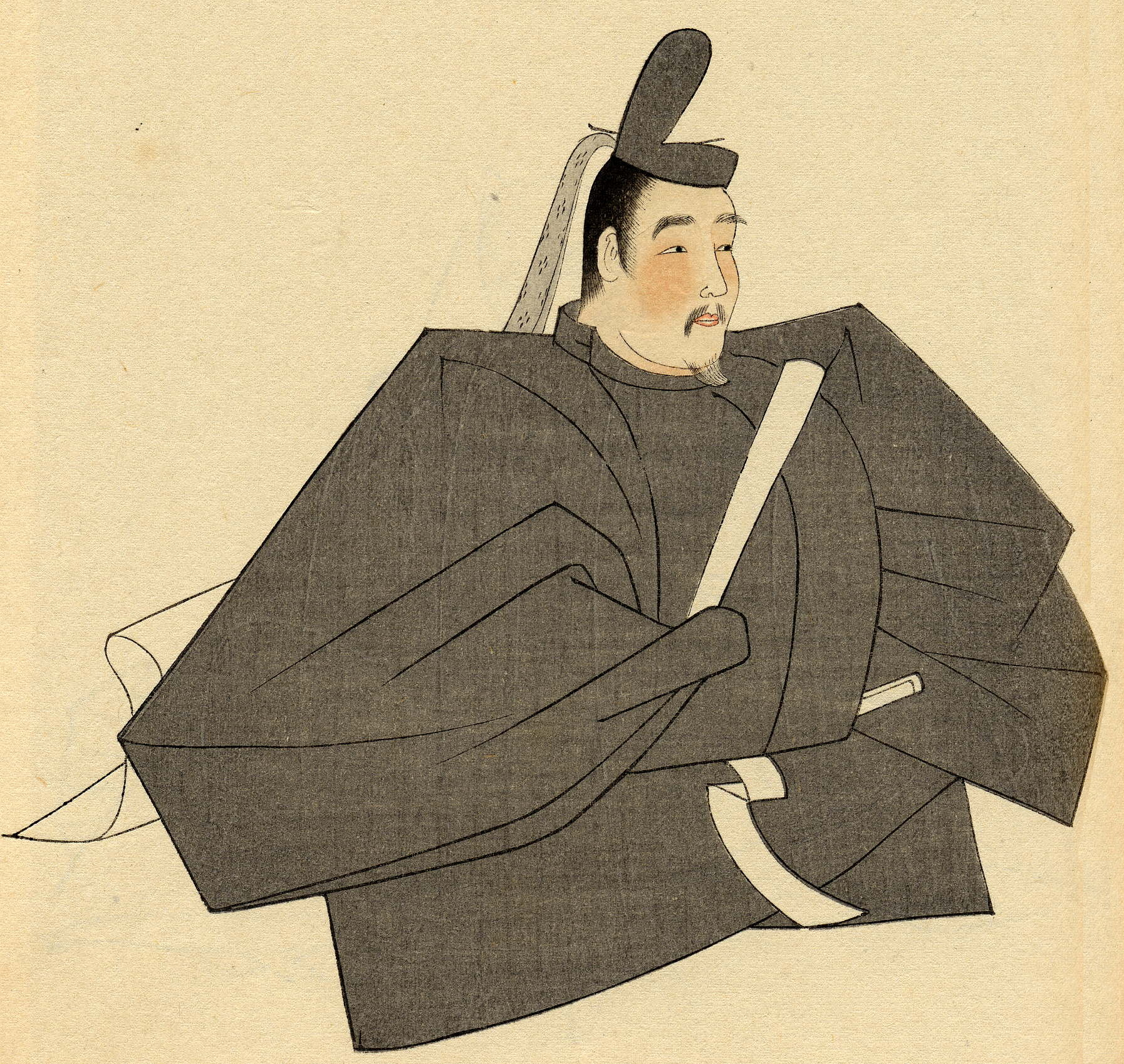
Minamoto no Sanetomo

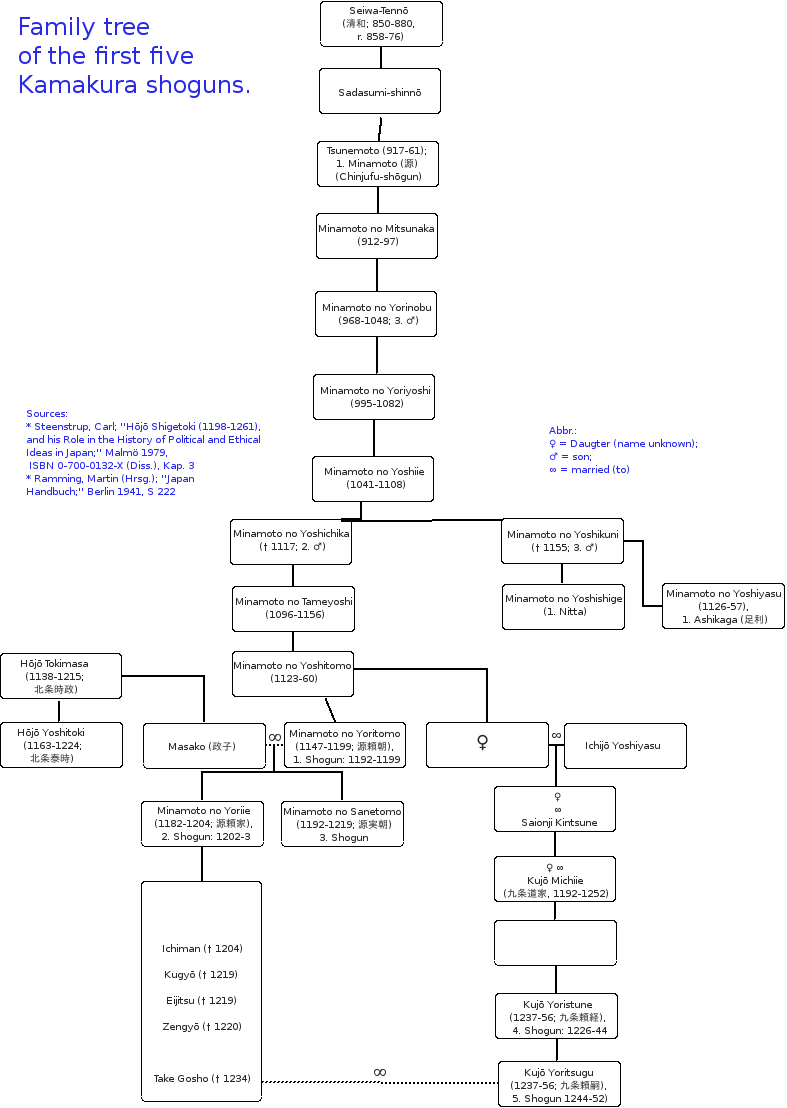
Genealogie van de eerste vijf shoguns.

Na de dood van zijn vader Yoritomo in 1199, nam de grootvader van Sanetomo, Hojo Tokimasa, de politieke en militaire macht over als regent (shikken) van de shogun. De Seii Taishogun, ofwel shogun, regeerde nog slechts in naam. Yoriie, de oudere broer van Sanetomo, werd in 1202 Seii Taishogun, maar werd reeds een jaar later weer afgezet en onder huisarrest geplaatst omdat hij plannen tegen de Hojo-clan zou hebben gesmeed. Korte tijd later in 1203 werd Sanetomo hoofd van de Minamoto-clan en werd aangesteld als Seii Taishogun. In het daaropvolgende jaar, 1204, werd Yoriie door de Hojo vermoord. Sanetomo was slechts een stroman voor zijn moeder, Hojo Masako, die hem gebruikte als een pion in haar strijd tegen Tokimasa - Tokimasa zou meerdere malen pogingen wagen zijn kleinzoon te vermoorden, beginnend in 1205, wat Sanetomo een grote continue angst voor zijn leven bezorgde.
Sanetomo, die begreep dat hij machteloos was tegenover de Hojo en niet hetzelfde lot wilde ondergaan als zijn broer, stopte zijn energie in het schrijven van gedichten en het verkrijgen van eervolle posities aan het keizerlijk hof. Sanetomo had enig talent als poëet en schreef meer dan 700 gedichten tussen zijn zeventiende en tweeëntwintigste levensjaar. Hij kreeg onderwijs van Fujiwara no Teika en een van zijn tanka werd zijn meegenomen in de Ogura Hyakunin Isshu (100 gedichten door 100 dichters), een bekende collectie van Japanse gedichten uit de Heianperiode en vroege Kamakuraperiode. Verder wist Sanetomo in 1218 de op twee na hoogste positie binnen het keizerlijk hof te bereiken, Minister van Rechten (Udaijin), een vice-premier. Uiteindelijk verviel hij tot inactiviteit en wanhoop, geplaagd door de continue vrees voor aanslagen en verder door een chronische alcohol verslaving (een verslaving die de priester Eisai eens probeerde te genezen door alcohol te vervangen door thee).

## Aanslag

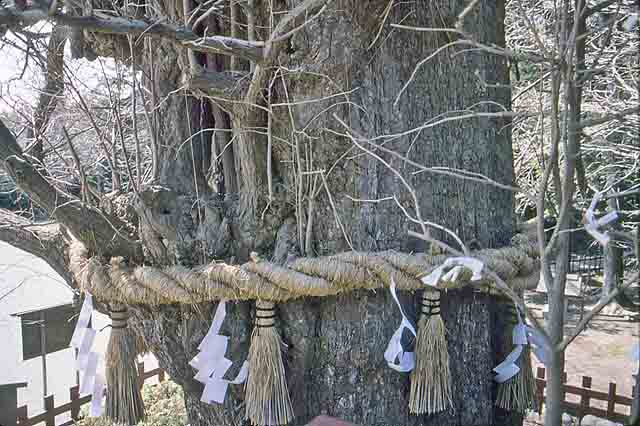
Shinto symbolisme aan de voet van de trap van het grote Hachiman heiligdom te Kamakura. De boom zou dicht bij de plaats staan waar Sanetomo in een hinderlaag werd gelokt en werd gedood.

In de avond van 12 februari 1219 (Jokyu 1, 26e dag van de 1ste maand) kwam Sanetomo uit het heiligdom te Tsurugaoka Hachiman-gu nadat hij een ceremonie had bijgewoond om zijn aanstelling tot Udaijin te vieren. Zijn neef (de zoon van de tweede shogun Minamoto no Yoriie), Minamoto no Yoshinari, kwam achter de stenen trap vandaan, viel Sanetomo plotseling aan en doodde hem. Enkele uren later werd Yoshinari hiervoor gedood, waarmee de heerschappij van de Seiwa Genji-tak van de Minamoto-clan aan een plots einde kwam.
Minamoto no Sanetomo werd opgevolgd door Kujo Yoritsune als vierde shogun van het Kamakura-shogunaat.

## Tijdperken

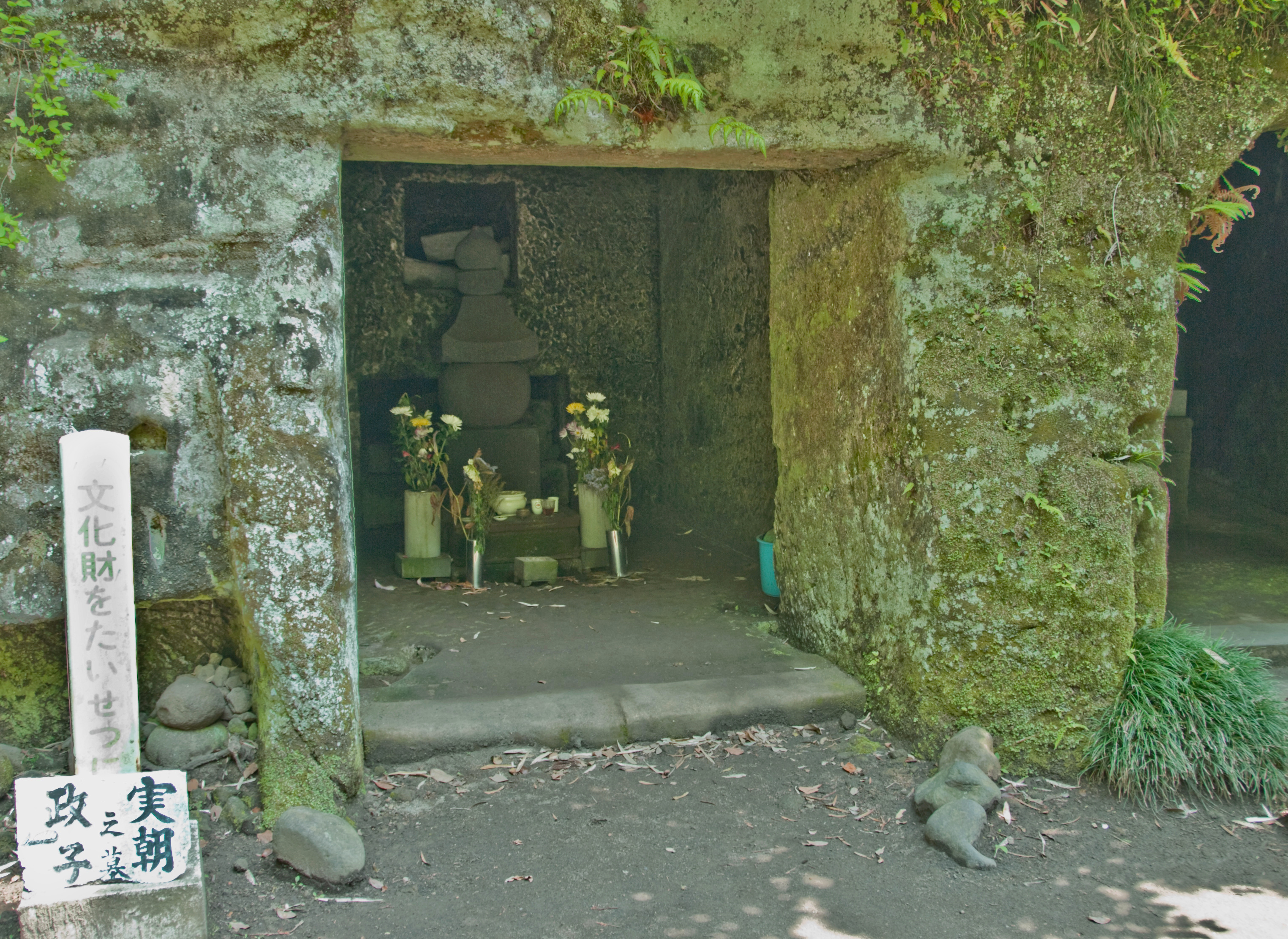
Cenotaaf ter ere van Sanetomo in de Jufuku-ji begraafplaats te Kamakura.

De jaren van het shogunaat van Yoriie vallen binnen meerdere Japanse periodes:
- Kenning (建仁) (1201-1204)
- Genkyu (元久) (1204-1206)
- Ken'ei (建永) (1206-1207)
- Jogen (承元) (1207-1211)
- Kenryaku (建暦) (1211-1213)
- Kenpo (建保) (1213-1219)
- Jokyu (承久) (1219-1222)